# Témia bronzée
Crypsirina temia
Espèce
Statut de conservation UICN

 LC  : Préoccupation mineure
La Témia bronzée (Crypsirina tamia), pie à raquettes ou pie bronzée, est une espèce d'oiseaux de la famille des corvidés.

## Description
Le front présente un plumage noir, pelucheux et velouté. Le corps est d'un vert lustré, bien qu'apparaissant noir dans l'obscurité. La queue est longue et s'élargit à son extrémité, sa couleur est noire avec une teinte verdâtre, comme les ailes. L'iris est d'un bleu turquoise qui vire au noir à proximité de la pupille. Le bec et les pattes sont noirs.

## Répartition
Son aire s'étend à travers l'Indochine, Java et Bali.

## Habitat
Son milieu naturel étant la brousse, les champs et jardins, les bosquets de bambous et la forêt à proximité des villages.

## Alimentation
Il se nourrit essentiellement d'insectes et de fruits.

## Comportement
Arboricole, il vit presque toujours dans les arbres, jamais au sol bien qu'il descende à l'occasion pour se baigner. Il se déplace dans les arbres avec une grande agilité, se servant de sa queue pour conserver l'équilibre.

## Nidification
Le nid en forme de coupe est construit dans un bambou ou un arbuste épineux, dans un endroit entouré de zones herbeuses. La ponte comprend 2 à 4 œufs.

## Voix
Le cri est décrit comme strident et pas enchanteur. Il émet différents cris d'appel, mais un gémissement est souvent entendu.